# El Verdugo
Pour les articles homonymes, voir Verdugo.
El Verdugo (Le Bourreau) est une nouvelle d’Honoré de Balzac parue en 1830 dans la revue La Mode, puis en volume aux éditions Gosselin en 1831. Elle figure dans les Études philosophiques de La Comédie humaine.

## Résumé
Pendant la guerre napoléonienne d’Espagne, le commandant français Victor Marchand et ses troupes ont pour mission de surveiller le petit village espagnol de Menda. Lorsque celui-ci se révolte, Marchand aura la vie sauve grâce à l’aide de Clara, la fille du marquis de Léganès, souverain de Menda. Le soulèvement est réprimé avec férocité et la famille de Léganès est condamnée à mort.
Marchand obtient de son supérieur la vie d’un des fils de Léganès si celui-ci accepte d’être le bourreau de sa famille. Poussé par son père, Juanito accepte. Clara veut être décapitée en premier par son frère. Victor lui propose le mariage pour avoir la vie sauve, elle refuse. Et Juanito exécute un par un les membres de sa famille. Lorsqu’il ne reste plus à Juanito qu’à exécuter sa mère, il craque. Cette dernière, le remarquant, se suicide en se fracassant la tête sur un rocher pour abréger la dure mission de son fils. Juanito pourra donc sauvegarder le nom de la famille des Léganès en ayant des descendants.